# The Land That Time Forgot
The Land That Time Forgot is een Amerikaanse film uit 2009 van The Asylum met C. Thomas Howell.

## Verhaal
Een groep mensen op een schip krijgt te maken met een nachtmerrie; hun schip strandt. Hierdoor komen ze terecht op een eiland. Op dit eiland stikt het tot hun schrik echter wel van de dinosaurussen.

## Rolverdeling
| Acteur             | Personage         |
| ------------------ | ----------------- |
| C. Thomas Howell   | Frost Michaels    |
| Timothy Bottoms    | Captain Burroughs |
| Darren Dalton      | Cole Stevens      |
| Stephen Blackehart | Lonzo             |
| Lindsey McKeon     | Lindsey Stevens   |